# ولمان موريسون
ولمان موريسون (بالإنجليزية: Wellman Morrison)‏ هو رسام أمريكي، ولد في 1815، وتوفي في 1857.